# Yasmin Harper
Yasmin Harper (Chester, 28 de julio de 2000) es una deportista británica que compite en saltos de trampolín.
Participó en los Juegos Olímpicos de París 2024, obteniendo una medalla de bronce en la prueba de trampolín 3 m sincro (junto con Scarlett Mew Jensen).
Ganó tres medallas en el Campeonato Mundial de Natación entre los años 2023 y 2025, y una medalla de bronce en el Campeonato Europeo de Natación de 2022.

## Palmarés internacional
| Juegos Olímpicos   | Juegos Olímpicos    | Juegos Olímpicos  | Juegos Olímpicos     |
| Año                | Lugar               | Medalla           | Prueba               |
| ------------------ | ------------------- | ----------------- | -------------------- |
| 2024               | París (Francia)     | Medalla de bronce | Trampolín 3 m sincro |
| Campeonato Mundial |                     |                   |                      |
| Año                | Lugar               | Medalla           | Prueba               |
| 2023               | Fukuoka (Japón)     | Medalla de plata  | Trampolín 3 m sincro |
| 2024               | Doha (Catar)        | Medalla de bronce | Trampolín 3 m sincro |
| 2025               | Singapur (Singapur) | Medalla de plata  | Trampolín 3 m sincro |
| Campeonato Europeo |                     |                   |                      |
| Año                | Lugar               | Medalla           | Prueba               |
| 2022               | Roma (Italia)       | Medalla de bronce | Trampolín 3 m        |